# Пономарёвская волость
Пономарёвская во́лость — волость в Бирском уезде Уфимской губернии. Волостной центр — деревня Пономарёвка.
Ныне территория волости в составе города Бирск и Бирского района Республики Башкортостан Российской Федерации.

## География
Расположена по правой стороне р. Белой, на гористой местности, и лишь окраинные селения её стоят на местности ровной. По ней протекают 2 речки Бирь и Кингир, густо занятые мельницами.

## Флора и фауна
Почти вся волость окружена удельными и казенными лесами.

## Состав
В волости на 1906 год 34 селения.
- Баженовка (ныне Баженово)
- Бирская Слобода
- Бурнова
- Бурновский (выселок)
- Граховский (поч.)
- Гребени
- Десяткино
- Идяш (поч.)[2]
- Князевский (выселок)[3]
- Костарева
- Костромской
- Кутькина
- Кутькинский (выселок)
- Михайловский
- Мокрушинский
- Николаевка
- Никольский
- Осиновка
- Покровский
- Пономарёвка (Понамарёвка) — волостной центр
- Родыгинский
- Романовский
- Самосадка
- Сахарово
- Старо-Угузева
- Суслово
- Сусловский (выселок)
- Троицкий
- Улеева
- Шади-Ларкина
- Шестыкова
- Ямурзина-Поляна
- Ярославова

## Население
На 1905 год жителей обоего пола 12755 душ. Население состоит из русских и небольшой части башкир-припущенников (2 селения).

## Инфраструктура
По справочнику 1906 года основой род занятий населения — земледелие. Небольшая часть, преимущественно переселенцы из других губерний, занимаются кустарными промыслами, из коих видное место занимают столярное, кулевое и канатное производства.